# Могойтуйский район
Мого́йтуйский райо́н (бур. Могойтын аймаг) —  административно-территориальная единица (район) и муниципальное образование (муниципальный район) Агинского Бурятского округа в  Забайкальском крае России.
Административный центр — посёлок городского типа Могойтуй.

## География
Территория — 6,3 тыс. км²; представляет собой равнины и плоскогорья, 12 % из них покрыто лесами и кустарниками. На территории района есть памятники природы, охраняемые государством: Боржигантайская воронка, гора Хан-Уула, пещера Хээтэй, у села Нуринск — палеонтологические остатки древнего моря, памятники Бурхатуйской культуры. Много лечебных источников. По территории района проходит ветка Транссибирской железнодорожной магистрали, соединяющая центр России со странами Восточной Азии: с странами КНР (Маньчжурия), КНДР, Монголия.

## История
Как административная единица Агинского округа образован 8 декабря 1942 года Указом Президиума Верховного Совета РСФСР. В его состав вошли 8 сельсоветов, переданных из Агинского района.

## Население
| 2002    | 2007    | 2009    | 2010    | 2011    | 2012    | 2013    | 2014    | 2015    |
| ------- | ------- | ------- | ------- | ------- | ------- | ------- | ------- | ------- |
| 27 386  | ↗27 700 | ↗28 692 | ↘27 463 | ↗27 480 | ↘27 474 | ↘27 439 | ↘27 125 | ↘26 784 |
| 2016    | 2017    | 2018    | 2019    | 2020    | 2021    |         |         |         |
| ↘26 544 | ↘26 416 | ↘26 056 | ↘25 689 | ↘25 388 | ↘23 209 |         |         |         |

### Урбанизация
В городских условиях (пгт Могойтуй) проживают  46,57 % населения района.

## Национальный состав
По данным Всероссийской переписи населения 2010 года был следующим:
- буряты — 17302 чел. (63 %)
- русские — 9366 чел. (34,1 %)
- другие национальности 795 чел. — (2,9 %.)

По данным Всероссийской переписи населения 2021 года был следующим:
- буряты — 14697 чел. (63,68 %)
- русские — 7698 чел. (33,35 %)
- другие национальности 681 чел. — (2,95 %.)

## Муниципально-территориальное устройство
В муниципальный район входят 15 муниципальных образований, в том числе 1 городское поселение и 14 сельских поселений:
| №        | Муниципальное образование | Административный центр  | Количество населённых пунктов | Население (чел.) | Площадь (км²) |
| -------- | ------------------------- | ----------------------- | ----------------------------- | ---------------- | ------------- |
| 1e-06    | Городское поселение       |                         |                               |                  |               |
| 1        | Могойтуй                  | пгт Могойтуй            | 1                             | ↘10 809          | 36,36         |
| 1.000002 | Сельские поселения        |                         |                               |                  |               |
| 2        | Ага-Хангил                | село Ага-Хангил         | 3                             | ↗1030            | 501,29        |
| 3        | Боржигантай               | село Боржигантай        | 1                             | ↘643             | 325,85        |
| 4        | Догой                     | село Догой              | 3                             | ↘527             | 578,52        |
| 5        | Зугалай                   | село Зугалай            | 1                             | ↘971             | 441,31        |
| 6        | Кусоча                    | село Кусочи             | 1                             | ↘733             | 419,34        |
| 7        | Нуринск                   | село Нуринск            | 3                             | ↗770             | 255,67        |
| 8        | Ортуй                     | село Ортуй              | 1                             | ↗825             | 320,55        |
| 9        | Усть-Нарин                | село Усть-Нарин         | 2                             | ↘451             | 270,56        |
| 10       | Ушарбай                   | село Ушарбай            | 7                             | ↘963             | 469,01        |
| 11       | Хара-Шибирь               | село Хара-Шибирь        | 1                             | ↘1286            | 632,21        |
| 12       | Хила                      | посёлок при станции Ага | 8                             | ↘1313            | 332,15        |
| 13       | Цаган-Ола                 | село Цаган-Ола          | 2                             | ↘1040            | 574,95        |
| 14       | Цаган-Челутай             | село Цаган-Челутай      | 4                             | ↘1168            | 609,98        |
| 15       | Цугол                     | село Цугол              | 1                             | ↘680             | 501,72        |

## Населённые пункты
В Могойтуйском районе 39 населённых пунктов:
| №  | Населённый пункт | Тип                 | Население      | Муниципальное образование |
| -- | ---------------- | ------------------- | -------------- | ------------------------- |
| 1  | Ага              | посёлок при станции | ↘1134 (2021)   | Хила                      |
| 2  | Ага-Хангил       | село                | ↘997 (2021)    | Ага-Хангил                |
| 3  | Ара-Булак        | село                | ↘165 (2021)    | Хила                      |
| 4  | Бильчиртуй       | село                | ↘460 (2021)    | Цаган-Челутай             |
| 5  | Боржигантай      | село                | ↘643 (2021)    | Боржигантай               |
| 6  | Булак            | посёлок при станции | ↘39 (2021)     | Хила                      |
| 7  | Бурятская        | посёлок при станции | ↘142 (2021)    | Ушарбай                   |
| 8  | Верхняя Ага      | село                | 0 (2021)       | Хила                      |
| 9  | Гомбын-Хунды     | село                | 0 (2021)       | Ага-Хангил                |
| 10 | Догой            | село                | ↘464 (2021)    | Догой                     |
| 11 | Ерама            | село                | ↗49 (2021)     | Нуринск                   |
| 12 | Западный Ушарбай | хутор               | 0 (2021)       | Ушарбай                   |
| 13 | Зугалай          | село                | ↘971 (2021)    | Зугалай                   |
| 14 | Зунор            | село                | ↘30 (2021)     | Нуринск                   |
| 15 | Известковое      | село                | 0 (20210)      | Цаган-Челутай             |
| 16 | Курильжа         | село                | ↘179 (2021)    | Хила                      |
| 17 | Кусочи           | село                | ↘733 (2021)    | Кусоча                    |
| 18 | Могойтуй         | пгт                 | ↘10 809 (2021) | Могойтуй                  |
| 19 | Нарин            | село                | 1 (2021)       | Усть-Нарин                |
| 20 | Нижняя Ага       | село                | 0 (2021)       | Хила                      |
| 21 | Новый Ушарбай    | село                | 0 (2021)       | Ушарбай                   |
| 22 | Нуринск          | село                | ↘667 (2021)    | Нуринск                   |
| 23 | Ортуй            | село                | ↗825 (2021)    | Ортуй                     |
| 24 | Остречная        | посёлок при станции | ↘54 (2021)     | Хила                      |
| 25 | Перевал          | разъезд             | ↘15 (2021)     | Ушарбай                   |
| 26 | 67               | разъезд             | ↘15 (2021)     | Ушарбай                   |
| 27 | 69               | разъезд             | ↘13 (2021)     | Ушарбай                   |
| 28 | 71               | разъезд             | ↘67 (2021)     | Хила                      |
| 29 | Толон            | село                | 0 (2021)       | Цаган-Челутай             |
| 30 | Улан-Сарта       | село                | ↘41 (2021)     | Цаган-Ола                 |
| 31 | Уронай           | село                | ↗136 (2021)    | Догой                     |
| 32 | Усть-Нарин       | село                | ↘482 (2021)    | Усть-Нарин                |
| 33 | Ушарбай          | село                | ↘888 (2021)    | Ушарбай                   |
| 34 | Хайласан         | село                | 0 (2021)       | Ага-Хангил                |
| 35 | Хара-Шибирь      | село                | ↘1286 (2021)   | Хара-Шибирь               |
| 36 | Харганаша        | село                | ↗245 (2021)    | Догой                     |
| 37 | Цаган-Ола        | село                | ↘1072 (2021)   | Цаган-Ола                 |
| 38 | Цаган-Челутай    | село                | ↘1069 (2021)   | Цаган-Челутай             |
| 39 | Цугол            | село                | ↘680 (2021)    | Цугол                     |

Законом Забайкальского края от 25 декабря 2013 года было решено образовать новое село Нарин (на федеральном уровне наименование присвоено Распоряжением Правительства России от 13 мая 2015 года № 860-Р).
Законом Забайкальского края от 05 мая 2014 года было решено образовать новые сёла: Гомбын-Хунды и Хайласан (путём выделения из села Ага-Хангил), Верхняя Ага и Нижняя Ага (путём выделения из посёлка при станции Ага), Известковое и Толон (путём выделения из села Цаган-Челутай). На федеральном уровне соответствующие наименования присвоены Распоряжениями Правительства России: от 1 марта 2016 года N 350-р — сёлам Хайласан, Толон, Верхняя Ага и Нижняя Ага, от 11 октября 2018 г. № 2186-р — сёлам Гомбын-Хунды и Известковое.
Законом Забайкальского края от 15 ноября 2018 года было решено образовать новые населённые пункты: село Новый Ушарбай и хутор Западный Ушарбай (на федеральном уровне наименования им присвоены Распоряжением Правительства России от 15 июня 2019 г. № 1303-р).

## Местное самоуправление
Председатель Совета муниципального района — Будаев Александр Дондокович.
Глава муниципального района — Нимбуев Булат Цыренович.

## Экономика
По территории Могойтуйского района проходит железнодорожная ветка Карымское-Забайкальск. С завершением строительства и электрификации Южного хода открываются новые перспективы развития экономики района, прежде всего, создание промышленной зоны и таможенного терминала в п. Могойтуй.
Сельскохозяйственное производство района является наиболее развитым в Агинском округе. Это 11 колхозов и агрокооперративов,
1. СПК "Победа" — Ага-Хангил
2. племколхоз "Догой"
3. СПК-племзавод "Ушарбай"
4. АКФ им.Ленина
5. колхоз им.Кирова
6. АК "Сагаан-Уула"
7. АК "Дружба"
8. колхоз "Улан-Одон"
9. АК "Кусочи"
10. АПК "Боржигантай"
11. ПХ "Могойтуйское"

43 КФХ и более 7 тысяч ЛПХ, которые занимаются растениеводством и животноводством.
Развита местная промышленность, малое предпринимательство и бизнес, торговля, сфера обслуживания.
Большие успехи за последние годы достигнуты в области капитального строительства. Только в 2006—2007 годы в районе введены в эксплуатацию современные здания средне-образовательных школ в селах Цаган-Оль, Нуринск, Ушарбай и поселке Могойтуй, инфекционный корпус ЦРБ, СВА в с. Кусочи, детские сады в Могойтуе и Цаган-Челутае, дом спорта в Могойтуе и Цаган-Оле.

## Образование
В районе 17 средних школ, в каждом селе детские сады. В 2005 году Могойтуйская средняя школа № 2 признана «Лучшая школа России».

## Галерея
Пейзажи Могойтуйского района возле села Могойтуй

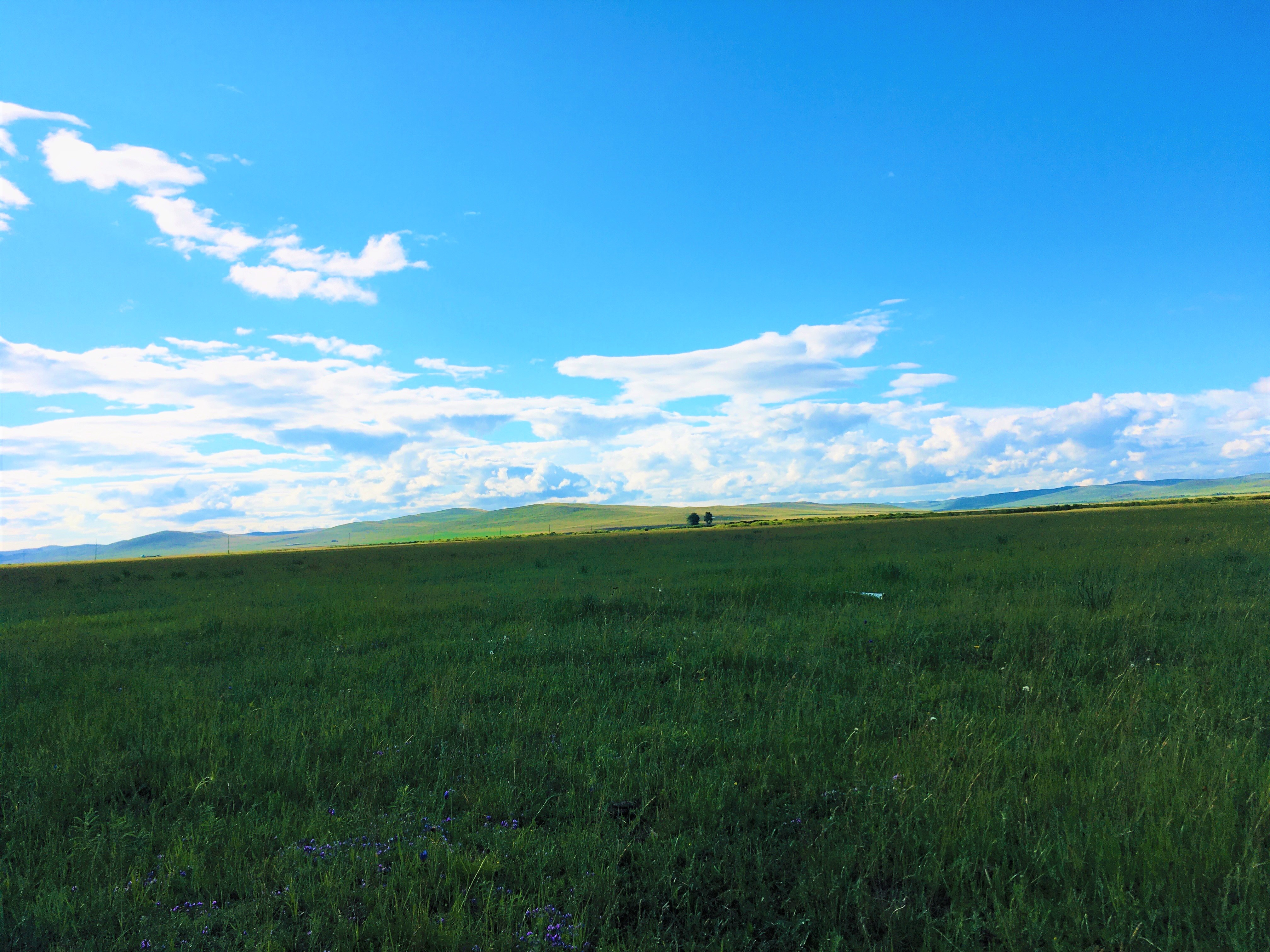
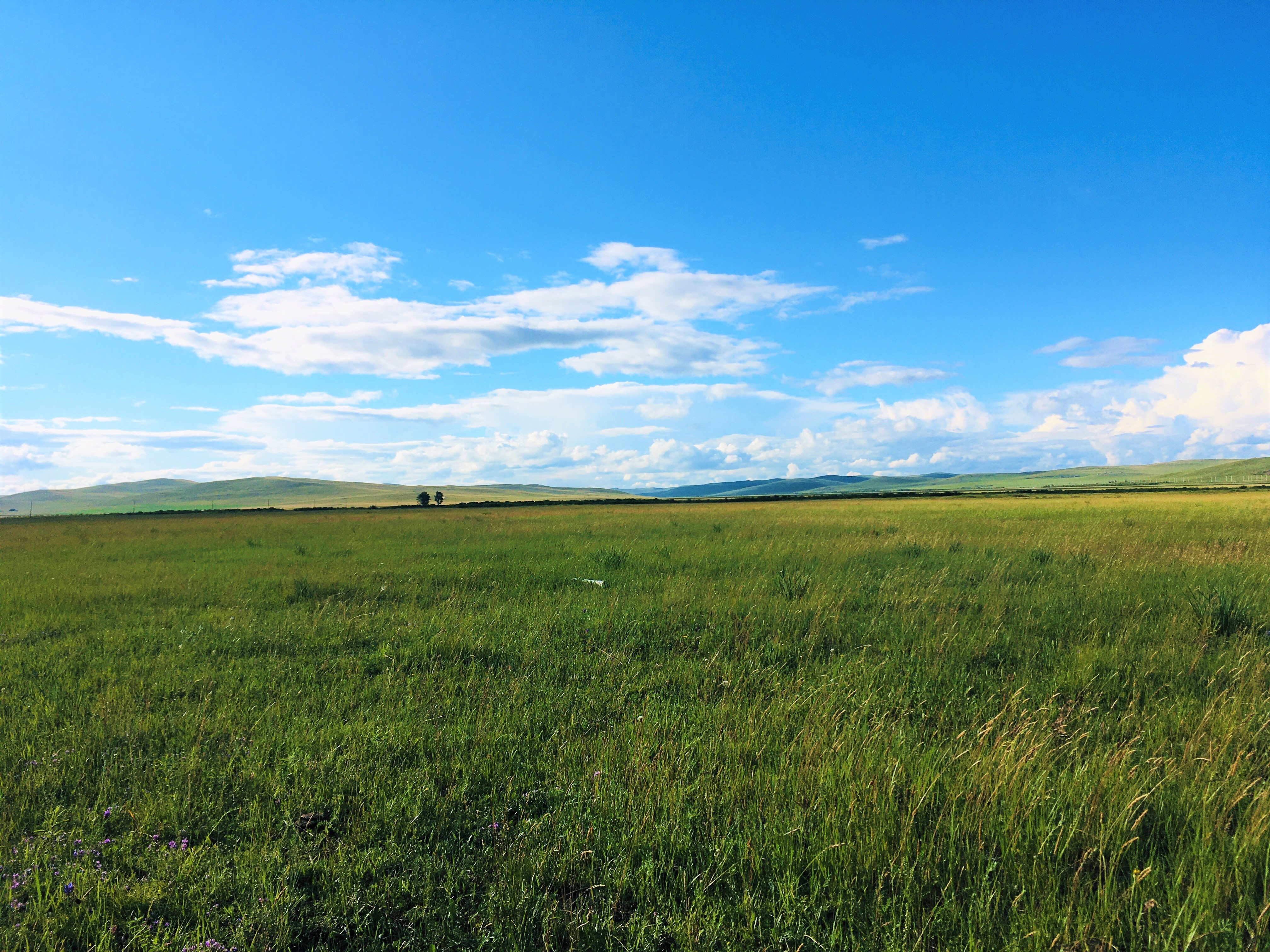
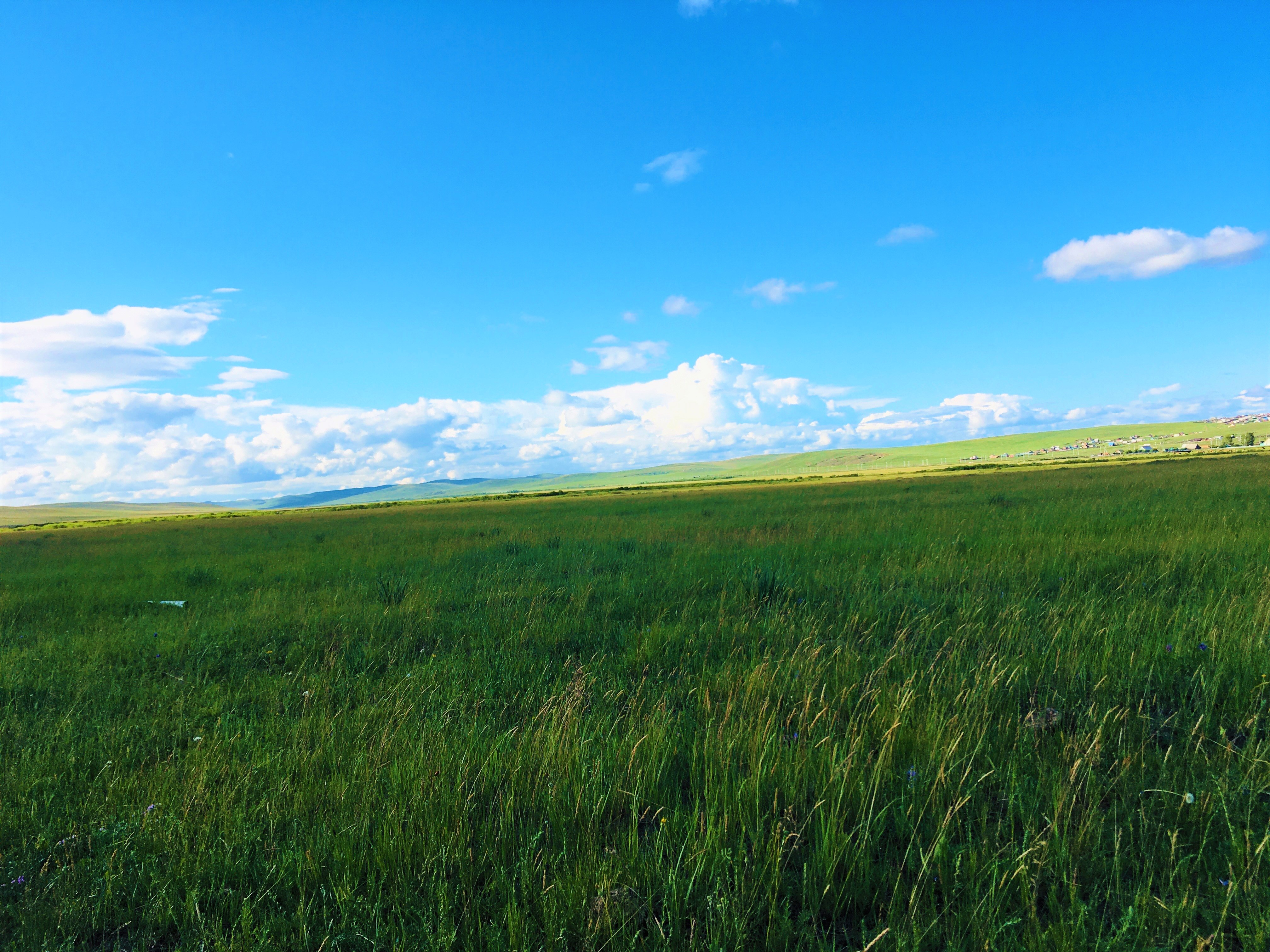
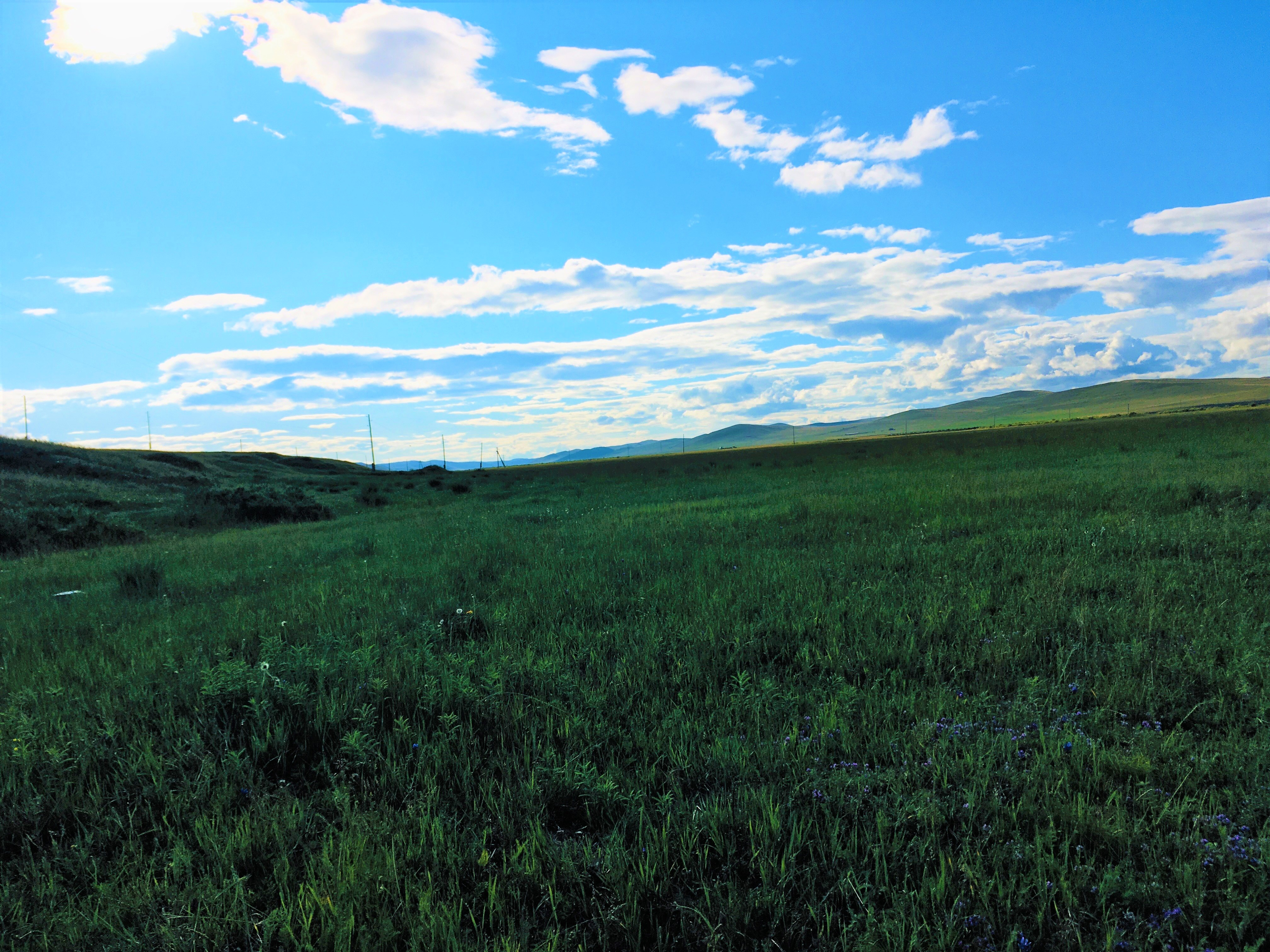